# Bjelajci (Kozarska Dubica)
Bjelajci (szerbül: Бјелајци), falu Bosznia-Hercegovinában, Bosanska krajina területén, Kozarska Dubica községben, a Szerb Köztársaságban. 

## Fekvése
Bosznia-Hercegovina északi részén, Banja Lukától légvonalban 48, közúton 86 km-re északnyugatra, községközpontjától légvonalban 7, közúton 8 km-re délre, a Kozara-hegység északi lábánál fekvő enyhén hullámos dombvidéken, 160 - 235 méteres tengerszint feletti magasságban fekszik. A falu az út mentén és a gerinceken keresztül alakult ki. Egy ötosztályos iskola és két üzlet található benne. Az aktív lakosság nagy része mezőgazdasággal foglalkozik.

## Népessége
| Nemzetiségi csoport | Népesség 1991 | Népesség 2013 |
| ------------------- | ------------- | ------------- |
| Szerb               | 167           | 109           |
| Bosnyák             | 0             | 0             |
| Horvát              | 0             | 0             |
| Jugoszláv           | 24            | 0             |
| Egyéb               | 36            | 0             |
| Összesen            | 227           | 109           |

## Története
A település 1878-ig tartozott az Oszmán Birodalomhoz, ekkor a berlini kongresszus határozata alapján az Osztrák-Magyar Monarchia része lett. 1879-ben az első osztrák-magyar népszámlálás során a Kostajnicai járáshoz tartozó Čelebinci község részeként a falunak 36 háztartása és 208 ortodox szerb lakosa volt. 1910-ben a Bosanska Dubica-i járásban fekvő községben levő faluban 48 háztartást, 235 ortodox szerb, 4 muszlim és 75 katolikus lakost találtak. A monarchia szétesésével 1918-ben előbb a Szerb-Horvát-Szlovén Királyság, majd 1929-től a Jugoszláv Királyság része. 1921-ben a községnek 98 háztartása és 625 lakosa volt. Jugoszlávia megszállása után a falu a Független Horvát Állam (NDH) része lett. A második világháború alatt 1942-ben súlyos harcok folytak itt a partizánok, valamint a német és usztasa horvát egységek között.
1945-től a település a szocialista Jugoszlávia része volt. A Bosznia-Hercegovinában zajló polgárháború idején a település a Boszniai Szerb Köztársaság része volt. Jugoszlávia felbomlása és a bosznia-hercegovinai háború során a falu nem szenvedett jelentősebb veszteségeket. 1995. szeptember 18-án és 19-én az Una horvát hadművelet keretében Kozarska Dubica község területét megtámadta a Horvát Köztársaság hadserege (HV). Ezt a támadást a Boszniai Szerb Köztársaság hadserege (VRS) és a helyi lakosság visszaverte. A harcok nem értek el idáig. A daytoni békeszerződést követő területfelosztásnál a település, Kozarska Dubica község részeként a Szerb Köztársaság területéhez került.